# José Martínez Guerricabeitia
José Martínez Guerricabeitia (Villar del Arzobispo, Valencia, 18 de junio de 1921 - Madrid, 12 de marzo de 1986) fue un militante anarquista, escritor, redactor y editor español. En 1961 fundó en París, junto con otros refugiados españoles, la editorial Ruedo Ibérico, de la que fue director hasta su desaparición en 1982. Era hermano del empresario, mecenas y coleccionista de arte Jesús Martínez Guerricabeitia y marido de Marianne Brull. 

## Biografía
Nacido en el seno de una familia anarquista, su padre fue José Martínez García, minero y destacado dirigente regional valenciano de la Confederación Nacional del Trabajo, y su madre Josefa Guerricabeitia Orero. Comenzó a trabajar muy temprano y militó en la FIJL. Con 16 años de edad, se alistó en las Milicias de la Cultura y luchó en la guerra de España. Participó en la batalla del Ebro, quedando en el frente como enlace de transmisiones. En 1939, acabada la guerra, fue detenido y encarcelado. Una vez puesto en libertad, continuó su militancia en la clandestinidad en las Juventudes Libertarias, convirtiéndose en miembro del Comité Nacional de la organización.
En marzo de 1947 fue detenido por la policía franquista en Valencia junto con otro miembro de las Juventudes Libertarias, Fausto González Alonso. Ambos fueron torturados en la comisaría de la calle Samaniego con el método denominado "la bañera". A González Alonso también le aplicaron corrientes eléctricas en los testículos. Ingresaron en prisión el 7 de abril.
José Martínez consiguió huir y se refugió en Francia en 1948. Durante su primera etapa en el exilio trabajó en imprentas y editoriales, colaborando con el editor François Maspero en la librería La Joie de Lire. Inició estudios en Historia en La Sorbona, donde conoció a los profesores Manuel Tuñón de Lara y Pierre Vilar. En París frecuentó los círculos del nutrido exilio español, donde convergían anarquistas, comunistas, socialistas y liberales. 
En 1961, con la intención de continuar la lucha contra la dictadura franquista, fundó con un grupo de amigos, entre los que figuraban Nicolás Sánchez-Albornoz, Francisco Farreras y Ramon Viladàs, la editorial Ruedo Ibérico. Ésta nació con el objetivo de contrarrestar la propaganda de la Dictadura, publicando obras de destacados especialistas que la censura franquista impedía publicar en España, para posteriormente introducirlas en el país de forma clandestina y ofrecer a la población española una visión diferente a la difundida por el Régimen. Entre las primeras obras publicadas por Ruedo Ibérico se encontraban El laberinto español, de Gerald Brenan, y La guerra civil española, de Hugh Thomas. Uno de sus clásicos es La España del siglo XX, de Tuñón de Lara.
Editó, asimismo, las memorias del líder anarquista Juan García Oliver (El eco de los pasos, 1975), y los llamados Cuadernos de Ruedo Iberico, una revista, de política y cultura, abierta a autores del interior de España, los cuales firmaban con seudónimo sus colaboraciones para evitar represalias, y en la que también participaron historiadores e intelectuales interesados por la causa de la libertad de España. El mismo José Martínez escribió en ella numerosos artículos bajo el seudónimo de Felipe Orero. Por sus páginas pasaron Jorge Semprún, Naredo, Ignacio Fernández de Castro (autor de España hoy, preparada junto con José Martínez), Joan Martínez Alier , José Antonio Díaz Valcárcel, Pasqual Maragall, Luciano Rincón, Carlos Semprún y Marianne Brull, entre otros.
El historiador Nicolás Sánchez Albornoz se refirió a la labor de José Martínez en Ruedo Ibérico con las siguientes palabras:

"Ruedo ibérico fue obra exclusiva de Pepe Martínez. Los demás le hemos acompañado, unos más, otros menos, durante alguna etapa de la editorial. El centró su vida en ella, le aseguró continuidad. El monopolio virtual que ejerció fue a pesar suyo. El se quejó, a menudo, de su aislamiento. Nadie tenía su experiencia como editor, y estaba dispuesto a entregarse por entero a la tarea las más veces tensa e ingrata. Ruedo ibérico ha quedado por eso íntimamente asociado a Pepe. Por las oportunidades que creó, por su pasión, tenacidad e imaginación en el empeño. Pepe Martínez ha sido uno de los que más ha contribuido a perfilar culturalmente la España libre de hoy. No todas sus aspiraciones políticas se han cumplido, ni tampoco le ha llegado en vida un gesto de reconocimiento. España, devoradora de cadáveres, espera hasta verlo muerto para recordarlo".

El escritor Juan Goytisolo manifestó acerca del trabajo de José Martínez al frente de Ruedo Ibérico:

"Situado fuera de los partidos políticos y carente de todo oportunismo personal y sectarismo ideológico, José Martínez fue capaz de crear una revista de la calidad e interés de Cuadernos de Ruedo Ibérico, convirtiéndola en una eficaz tribuna de discusión para la izquierda liberada del yugo de dogmas y entredichos: las reflexiones políticas, económicas y sociales se barajaban en sus páginas con textos literarios prohibidos en España y reseñas críticas destinadas a mantener al lector al tanto de cuanto ocurría en el mundo.
Paralelamente, la editorial Ruedo ibérico publicó por espacio de 15 años una serie de obras fundamentales al conocimiento cabal de la España del siglo XX, cuyas ideas innovadoras, ruptura de tabúes y amplitud de miras contribuirían de forma decisiva a la formación de dos generaciones de demócratas: son muchos, en efecto, los españoles que pudieron sobrevivir intelectual y moralmente al muermo reinante gracias a la lectura ávida de las publicaciones de Ruedo Ibérico adquiridas bajo mano en las trastiendas de las librerías de Madrid, Barcelona o Sevilla o en sus viajes en busca de ozono a Perpiñán, Biarritz o París".

En 1969 José Martínez recibió una importante donación del abogado antifranquista Antonio García-Trevijano para financiar Ruedo Ibérico, que se encontraba en una situación económica angustiosa. Martínez Guerricabeitia y García-Trevijano escrituraron un precontrato y este último le entregó el dinero en metálico, a fondo perdido. Albert Forment ha comentado que García-Trevijano perseguía atacar a la dictadura franquista a partir del fortalecimiento de plataformas culturales de oposición política, entre las que la editorial parisiense ocupaba un lugar central.
En 1971 Ruedo ibérico participó en la Feria Internacional del Libro de Frankfurt, donde hizo sensación. Inscrita como editorial española, Ruedo Ibérico colocó en su estand un gran póster ridiculizando al generalísimo Franco, el cual estaba a su vez entre dos editoriales del Régimen, la del Instituto de Estudios Políticos y la del Consejo Superior de Investigaciones Científicas, atrayendo poderosamente la atención de los periodistas y fotógrafos que cubrían el evento.
El 1975, poco antes de la muerte del dictador Francisco Franco, la librería Ruedo Ibérico sufrió un atentado con bomba. En 1979 José Martínez decidió trasladar la editorial en España. Sin embargo, al no recibir el apoyo prometido por la antigua oposición antifranquista, en 1982, año en que el PSOE ganó las elecciones, la editorial desapareció. Desde entonces, José Martínez vivió en Madrid, ejerciendo de profesor de francés en el Ateneo de Madrid y trabajando también en el Instituto de España.
José Martínez falleció en 1986 en extrañas circunstancias, pues fue encontrado muerto en su domicilio por intoxicación de monóxido de carbono, provocado al parecer por un escape de un calefactor.